# 岩垂弘
岩垂 弘（いわだれ ひろし、1935年‐）は、日本のジャーナリスト。元朝日新聞記者。日本の平和運動や協同組合運動を中心に取材活動をしている。

## 経歴
長野県岡谷市生まれ。長野県諏訪清陵高等学校を経て、1958年早稲田大学政治経済学部卒業、同年朝日新聞社に入社。盛岡、浦和、静岡各支局員、東京本社の社会部員、北埼玉支局長、浦和支局次長、首都部次長、社会部次長、編集委員などを歴任。1995年退職。現在、平和・協同ジャーナリスト基金代表運営委員、ブログ「リベラル21」副代表。

## 人物
朝日新聞の社会部にいた岩垂は仲間と「北朝鮮は地上の楽園」という記事を書いた。この地上の楽園キャンペーンは20年以上続いた。2004年7月8日、「北朝鮮の素顔」という記事で、「情報が少なかった」「十分な取材ができなかった」から想像で天国のように書いたと認めた。

## 著作
- 『核兵器廃絶のうねり ドキュメント原水禁運動』連合出版、1982年3月
- 『青海・チベットの旅』連合出版、1987年4月 全国書誌番号 87051029
- 岩垂弘著、森下一徹写真『ネコ、それぞれ』同時代社、1991年7月 ISBN 4-88683-254-7
- 比嘉康文、岩垂弘編著『沖縄入門』同時代社、1993年5月 ISBN 4-88683-288-1
- 『平和と協同を求めて 新聞記者37年』同時代社、1995年6月 ISBN 4-88683-326-8
- 共編著『日本原爆論大系』日本図書センター、1999年6月
- 編著『生き残れるか、生協 生協トップへの連続インタビュー』同時代社、2001年6月 ISBN 4-88683-447-7
- 小林トミ著、岩垂弘編『「声なき声」をきけ 反戦市民運動の原点』 同時代社、2003年6月 ISBN 4-88683-501-5
- 『「核」に立ち向かった人びと』日本図書センター、2005年4月 ISBN 4-8205-7167-2
- 『核なき世界へ』同時代社、2010年1月 ISBN 978-4-88683-666-3